# Open Workbench
Open Workbench（オープンワークベンチ、略称: OWB）は、スケジューリングに焦点を当てた無償のプロジェクト管理ソフトウェア。依存関係を持ったWBSの作成やリソースの割り当て、自動スケジューリングやベースラインなどの機能を持つ。

## 概略
もともとは「Project Workbench」として1984年にニューヨークのApplied Business Technology(ABT)社で開発された。2000年にNiku株式会社がABTを買収、さらに2005年にCA Technologies社がNIKUを買収したため、Open Workbenchは現在CA Technologiesから提供されている。
Open WorkbenchはMicrosoft Projectのように、デスクトップ環境で効率的なプロジェクト管理を可能にするデスクトップアプリケーションである。ガントチャートなどを利用して、一つのプロジェクトを効率的、効果的に管理することができる。
Open WorkbenchとMicrosoft Projectにはいくつかの相違点がある。最も違うところはOpen Workbenchはエフォート型（見積もり工数型）をベースとしてスケジュールする（schedules based on effort）のに対し、MS Projectはデフォルトでは期間型（based on duration）でスケジュールするところである（設定によりエフォート型も可能）。
つまり、Open Workbench上でのスケジュール計画では、タスクの完了に必要な見積もり工数（時間）と担当リソースが週に何時間稼働できるかの情報からスケジューリングが決められる。一方MS Projectでは逆に、タスクの期間によって必要なリソースの工数を見積もる。この理由により、両製品ではタスクへのリソース時間配分の方法も異なる。Open Workbenchはリソースの稼働可能な時間をベースにタスクへの時間配分をするのに対して、MS Projectは次に空いている時間単位をブロック単位でタスクに配分する。
作成したファイルは独自フォーマットである.rmpファイルの他、他のツール（MS Projectなど）と互換性のあるxmlファイル形式でも保存できる。
また、下記で紹介するCA Technologies社のCA Clarity PPMのアカウントを持っていればサーバー上に保存することも可能である。

## CA Clarity PPMとの連携機能
中央集約型のデータベースを利用してエンタプライズで複数のプロジェクトを管理したい場合は、CA Technologies社製のPPM v（プロジェクトポートフォリオ管理）ツール“CA Clarity PPM”との連携モジュールを備えている。Clarity PPMとの連携モジュールを使用すると、個々のPC上のOWBによって作成されたプロジェクト情報を、登録したClarity PPMサーバに集約することができる。この連携モジュールはサーバ側とクライアントPC側の両方にインストールされ、Open Workbenchからデータベースへの直接アクセスを可能にする。

## サポートプラットフォーム
以下のOSバージョンがCA Technologies社から動作確認されている。
Windows XP SP2以上
Windows 7 プロフェッショナル版
これ以外のOS（Vistaなど）で動作する可能性はあるが、ユーザー自身の責任で確認する必要がある。
尚、Open WorkbenchはJavaプログラムであるため、インストールの前に、Java Runtime Environment (Java 仮想マシン。無償で入手可能。）がインストールされている必要がある。

## オリジナル版ダウンロードサイト
ca.com/jp/lpg/Japan/Open-Workbench
CA Technologies Japan（日本CA）が運営する、Open Workbench1.2x以降のダウンロードサイト。日本語化されたOpen Workbenchをダウンロードできる。

## オープンソース化
Open Workbenchの旧バージョンである1.1.4はオープンソース化され、SourceForge.netで公開されている。しかし、SourceForge.netに存在するソースコードにはスケジュールアルゴリズムが含まれていない。また、それ以後のバージョンのソースコードの公開は予定されていない。

## パートナー
2009年、CAはドイツのitdesign社とOpen Workbenchのパートナ契約を交わした。オリジナル版のダウンロードサイトが閉鎖中のため、現在は同社のホームページから製品をダウンロードできる。また、自社開発の周辺モジュールも提供している。